# María Isabel Vicandi Plaza
María Isabel Vicandi Plaza (Bilbao, 13 de febrero de 1954) es una diplomática española. 

## Biografía
Es Licenciada en Filosofía Pura y en Filología Inglesa por la Universidad de Deusto y tiene un MBA por INALDE (Universidad de la Sabana, Bogotá, Colombia). Ingresó en 1979 en la Carrera Diplomática. Desde 1979 está casada con el también diplomático Agustín Nuñez Martinez, actualmente Embajador de España. Ha estado destinada en las representaciones diplomáticas españolas en Etiopía, Filipinas, Alemania Colombia y Canadá (Cónsul General en Toronto). Fue subdirectora general de México, Centroamérica y Caribe, Observadora Permanente Adjunta en la Organización de Estados Americanos en Washington, Embajadora Directora de la Escuela Diplomática (2002-2003), Representante Permanente Adjunta de España ante las Organizaciones Internacionales en Viena y Directora del Gabinete de la Ministra de Asuntos Exteriores, Ana Palacio. De 2004 a 2007 ocupó la Segunda Jefatura de la Embajada de España en México y desde 2007 a marzo de 2011, fue Embajadora de España en Malta. Desde 2017 a 2020 fue Embajadora de España en Noruega e Islandia.  Posteriormente, y hasta su jubilación, fue Cónsul General de España en Moscú. Ascendió al grado de Embajadora de España el 11 de enero de 2022. Se jubiló el 13 de febrero de 2024, siendo entonces la número 3 del Escalafón de la Carrera Diplomática. 